# 衝門
衝門是指公共交通工具如鐵路列車或巴士的車門正關閉或已發出關門警告聲響的情況下，乘客仍然上車或下車的行為。

## 問題
衝門會引致以下多個問題：
- 衝門者可能被車門夾傷；
- 衝門者被夾著開行、可能引致更嚴重受傷；
- 列車或巴士因有人衝門而未能關上車門、無法開車、會引致延誤、於繁忙時間延誤會更顯著。

### 严重事件
- 1995年在日本發生的三岛站乘客跌落事故、便是一名高校生衝門被夾著、也沒有被發現，結果列車啟動後被拖下月台遭輾斃[註 1]
- 2010年7月5日在中国上海轨道交通2号线发生了一起乘客因冲门被车门夹住，而后被护栏撞击并跌落在站台上不幸身亡的事故。[1]

## 罰則
有些地方的法例禁止衝門行為。

### 香港
香港的香港鐵路附例（包括適用於2007年合併前地鐵）及九廣鐵路公司附例（適用於合併前）規定如有人在車門已發出聲響、或正在開關的情況下上車或下車、最高可被罰港幣二千元正。

### 日本
日本法例規定禁止衝門、鐵路的列車車廂或月台亦經常廣播不要衝門。

## 脚註
1. ↑  上海地铁2号线一乘客强行登车被夹致死(组图) （页面存档备份，存于） 网易新闻 2010-07-06
2. ↑  香港法例第556B章《香港鐵路附例》第9條不當進入或離開列車
3. ↑  .   [2013-05-24]. （原始内容存档于2019-09-09）.

1. ↑  雖然當時製造的列車已有氣密檢查設備，但涉事的0系因屬較早製造的車輛而未有安裝。